# 小花后蕊苣苔
小花后蕊苣苔（学名：Opithandra acaulis），为苦苣苔科后蕊苣苔属下的一个植物种。其种加词“acaulis”意为“无茎的”。
现接受名为小花后蕊苣苔（Oreocharis acaulis (Merr.) Mich.Möller & A.Weber, 2011)。